# 包氏乳玉螺
包氏乳玉螺，亦作包氏玉螺，是玉螺科乳玉螺属的一种。

## 分佈
主要分布于韩国、台湾，常栖息在浅海沙底。

## 外部連結
- 維基物種上的相關：包氏乳玉螺